# 三十三間堂通し矢物語
『三十三間堂通し矢物語』（さんじゅうさんげんどうとおしやものがたり）は、成瀬巳喜男監督・東宝製作による1945年の日本映画。成瀬初の時代劇である。

## 解説
京都・三十三間堂で江戸時代の初期から行われてきた通し矢にまつわる実際の出来事に題材をとった作品。
1945年1月から5月にかけて撮影された。当時は太平洋戦争末期であり、日本での映画製作の自由度は厳しく制限されていたが、時代劇は当時の世相などに直結していない分、現代劇よりも多少は融通が利いていた。撮影は度重なる空襲に中断を余儀なくされながら進められ、また映画界の一致協力が求められたため、東宝作品ながら松竹下加茂撮影所が使われ、松竹から田中絹代・葛城文子が参加している。

## あらすじ
紀州家家臣の和佐大八郎は、通し矢の記録8,000本に挑むべく弓術の訓練に励んでいた。彼の父は尾州家家臣の星野勘左衛門に記録を破られて自害したため、和佐家に縁ある宿屋・小松屋の女主人お絹が大八郎を引き取り、父の無念を晴らすべく弓を習わせてきたのである。しかし、大八郎はそんな周囲の期待を重荷に感じていた。
一方、勘左衛門の記録を守らんとする星野家は、浪人たちを雇って大八郎を付け狙っていた。ある日、この浪人たちに襲われそうになった大八郎だが、偶然通りかかった侍・唐津勘兵衛に救われる。やはり小松屋に寄宿している勘兵衛は、大八郎の力になることをお絹に約束するのであった。
後日、二人は再び浪人たちの待ち伏せに遭う。勘兵衛は大八郎を先に帰し、一人で浪人たちに対峙していたところへ、浪人たちの黒幕・星野数馬が登場した。数馬と言葉を交わす勘兵衛。実は勘兵衛こそが、星野勘左衛門その人であった。家名を守るためにやったことという弟・数馬に対し、兄・勘左衛門は「卑怯な振る舞い」と非難する。
勘兵衛は、事情を知らないままの大八郎に「父君は勝負に負けたのではなく、通し矢の厳しさに殉じたのだ」と言葉をかける。しかし、やがて大八郎の前に数馬が現れ、勘兵衛の正体を明かしてしまった。裏切られたと感じた大八郎は勘兵衛こと勘左衛門に試合を申し込む。結果は大八郎の勝利に終わるが、勘左衛門に対する大八郎の心情はかたくななままであった。
通し矢の当日、順調に的中を重ねていく大八郎。5,000本を越えたところで、疲れた大八郎は勘左衛門の言うことを聞かずに休憩を入れる。しかし、再開後は全く的に当たらなくなってしまった。休んだことで肩に血が溜まってしまったのである。お絹を通じて勘左衛門からの薬と言伝てを受け、気持ちを入れかえた大八郎は、勘左衛門を超える8,133本の記録を達成するのであった。

## 出演者
- 星野勘左衛門：長谷川一夫
- お絹：田中絹代
- 和佐大八郎：市川扇升
- 星野数馬：河野秋武
- 星野の母：葛城文子
- 清二郎：田中春男
- 甚兵衛：横山運平
- お松：清川玉枝
- お清：林喜美子
- おふみ：三谷幸子
- 浪人：鳥羽陽之助、花沢徳衛、沢井三郎、永井柳作
- 紀州藩士：鬼頭善一郎
- 辻講釈師：深見泰三